# سادریفت (تگزاس)
سادریفت، تگزاس (به انگلیسی: Seadrift, Texas) یک شهر در ایالات متحده آمریکا با جمعیت ۱٬۳۵۲ نفر است که در تگزاس واقع شده‌است.

## موقعیت جغرافیایی
موقعیت جغرافیایی شهرها و مناطق اطراف به شرح زیر است: